# Grässångare
Grässångare (Cisticola juncidis) är en fågel i familjen cistikolor. Den förekommer i varma slättlandskap med högt gräs i ett mycket stort område från Medelhavsområdet till södra Asien och Afrika utom i regnskogs- och ökenområden. Vid ett tillfälle har den påträffats i Sverige, i Skåne år 2000. IUCN kategoriserar den som livskraftig.

## Utseende och läte

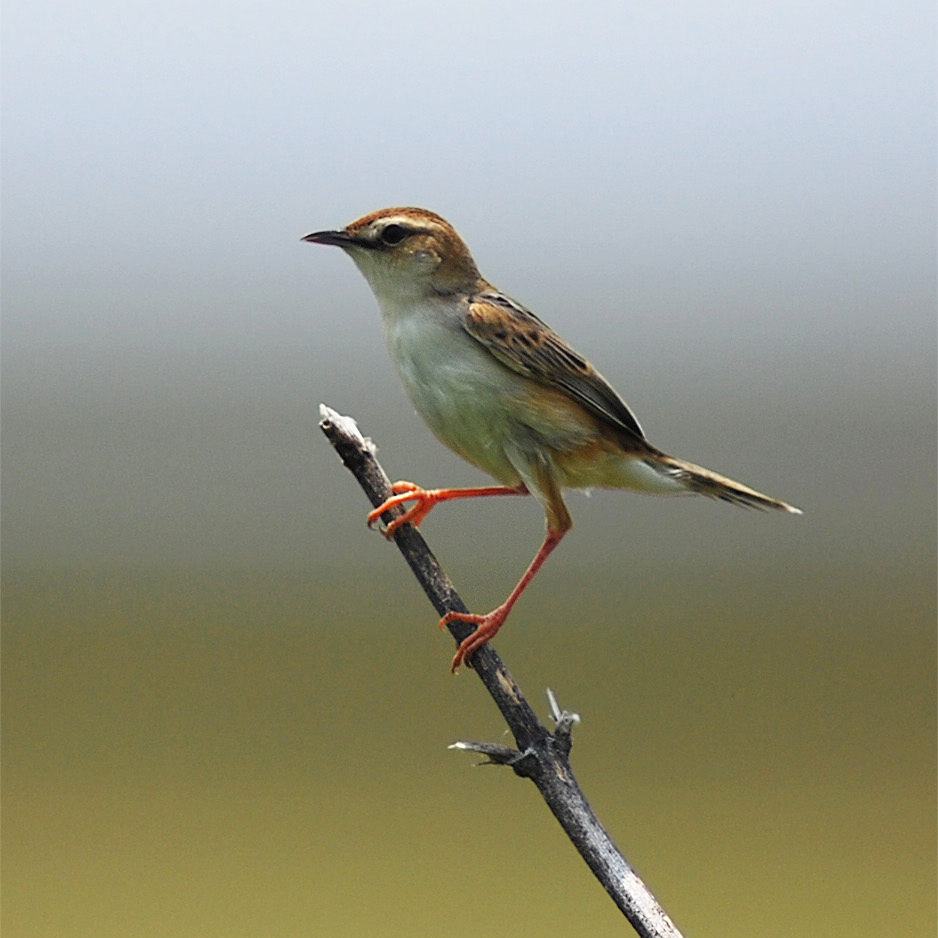
Grässångare av underarten brunniceps fotograferad i Nagoya. Denna underart tillhör den minoritet av grässångare som flyttar söderut om vintern.

Grässångaren är en liten, knubbig sångare som mäter 10–11 cm. Den är sandbrun och kraftigt svartstreckad på ovansidan medan undersidan är vitaktig. Den vickar ofta på den breda, korta och rundade stjärten som har en karaktäristisk teckning, med mörk undersida och bred vit bakkant på ovansidan. Övergumpen är rostbrun. Adulta hanar har mindre streckad hjässa än honorna men har istället kraftigare streckad rygg. Den häckande hanen har även mörk näbb mot honans ljusa men skillnaderna i utseende mellan könen är inte stora.
I Europa är arten distinkt och svår att blanda samman med någon annan art, men den är annars mycket lik andra arter inom släktet. Den skiljs bäst ifrån många av sina afrikanska släktingar på sången, ett monotont kort och spetsigt zit-zit-zit, som den ofta yttrar i en bågande sångflykt. Generellt är det sången som observeras och även fungerar som främsta kännetecken för att särskilja arterna inom släktet Cisticola. Grässångaren håller sig ofta dold i gräs, speciellt utanför häckningsperioden, då de kan vara mycket svåra att få syn på.

## Utbredning och systematik
Grässångaren har ett mycket stort utbredningsområde och arten häckar i södra Europa, Afrika (förutom i öken- och regnskogsområden), i södra Asien och så långt söderut som till norra Australien. Den delas in i hela 17 underarter med följande utbredning:
- Cisticola juncidis cisticola – västra Frankrikes kust till Iberiska halvön, Balearerna och nordvästra Afrika.
- Cisticola juncidis juncidis – södra Frankrike till Korsika, Sardinien, Balkan, Turkiet, Syrien och Israel
- Cisticola juncidis neuroticus – Cypern, i Levanten, Irak och västra Iran
- Cisticola juncidis uropygialis (inkl. perennius) – Senegal till södra Nigeria, Sudan, Rwanda och norra Tanzania
- Cisticola juncidis terrestris – Río Muni till centrala delarna av Kongo-Kinshasa, Burundi och södra Tanzania
- Cisticola juncidis cursitans – östra Afghanistan till Pakistan, Nepal, norra Myanmar, Indien och Sri Lanka
- Cisticola juncidis salimalii – Kerala i sydvästra Indien
- Cisticola juncidis omalurus – Sri Lanka
- Cisticola juncidis malaya – södra Myanmar, till Thailand, Malaysia, Sumatra och västra Java
- Cisticola juncidis brunniceps – Honshu till Ryukyuöarna, Izuöarna och Cheju-Do i Japan till norra Filippinerna; nordligaste populationerna flyttar söderut om vintern
- Cisticola juncidis tinnabulans – södra Kina till Indokina, Hainan, Taiwan och Filippinerna. Merparten av Kinas population flyttar söderut om vintern.
- Cisticola juncidis nigrostriatus – Culion och Palawan i sydvästra Filippinerna
- Cisticola juncidis fuscicapilla – östra Java, Kangean och Små Sundaöarna
- Cisticola juncidis constans – öarna Sulawesi, Togian, Pulau Muna, Tukangbesi och Peleng
- Cisticola juncidis normani – kusten av södra Nya Guinea och norra Queensland
- Cisticola juncidis leanyeri – utmed Australiens norra kust till västra delen av Carpentariaviken.
- Cisticola juncidis laveryi – Kap Yorkhalvön och söderut till Keppel Island utmed Queenslands nordöstliga kust

Den är till största en stannfågel, men vissa sydostasiatiska populationer flyttar söderut till varmare områden på vintern. Grässångaren är den enda arten inom släktet Cisticola som häckar i Europa och den observeras sällsynt i norra Europa, och då oftast på våren. I Sverige har grässångare setts vid endast ett tillfälle då en sjungande hane uppehöll sig vid Nabben på Falsterbonäset i Skåne 11-16 augusti 2000. Dess europeiska utbredningsområde är under expansion men de norra populationerna är mycket känsliga för hårda vintrar.

### Familjetillhörighet
Cistikolorna behandlades tidigare som en del av den stora familjen sångare (Sylviidae). Genetiska studier har dock visat att sångarna inte är varandras närmaste släktingar. Istället är de en del av en klad som även omfattar timalior, lärkor, bulbyler, stjärtmesar och svalor. Idag delas därför Sylviidae upp i ett antal familjer, däribland Cisticolidae.

## Ekologi
Grässångaren är en lite insektsätare som återfinns i högvuxen vidsträckt gräsmark eller vid åkrar, ofta i torra merker men i närheten av vatten medan den gärna undviker träd. Hanarna är polygama och det är honorna som bygger boet som döljs väl placerat lågt i tät gräs. Ofta byggs boet av mjuka material som tovat växtdun, spindelnät och gräs. Boet är skålformat med ett överhäng som byggs av sammanflätade blad och gräs för kamouflage. Den lägger i genomsnitt fem till sex ägg men kullar med tre till sju förekommer. Honan ruvar äggen i tolv till 13 dagar och tar även ensam hand om ungarna som är flygga efter 14–15 dagar.

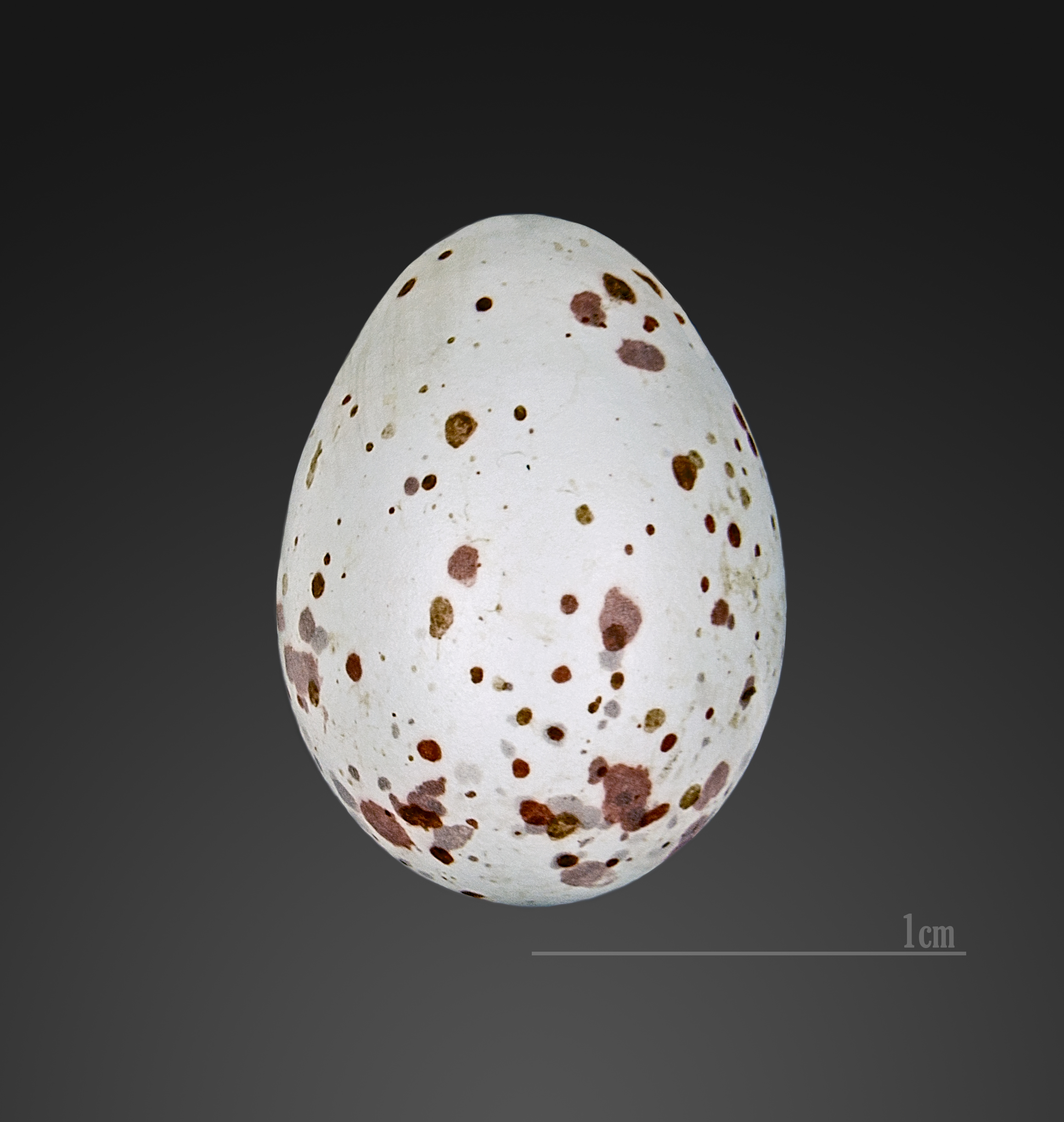
Grässångarens ägg

## Status
Arten har ett stort utbredningsområde och internationella naturvårdsunionen IUCN kategoriserar arten som livskraftig. Beståndsutvecklingen är dock oklar. Världspopulationen är mycket stor, uppskattad till mellan 45,4 och 73,6 adulta individer.